# Wladimir Andrejewitsch Markow

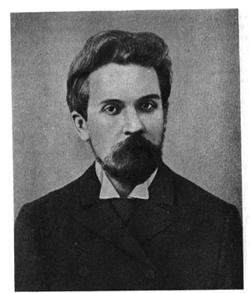
Wladimir Markow

Wladimir Andrejewitsch Markow, russisch Владимир Андреевич Марков,  (* 8. Mai 1871; † 18. Januar 1897) war ein russischer Mathematiker.
Er war der Bruder von Andrei Andrejewitsch Markow und beide waren Schüler von Pafnuti Tschebyschow in Sankt Petersburg, bei dem Wladimir Markow promoviert wurde.
Nach ihm und seinem Bruder ist die Markow-Ungleichung in der Analysis benannt, die sie zusammen bewiesen. Er starb schon mit 25 Jahren an Tuberkulose.